# Didymocistus
Didymocistus é um género botânico pertencente à família Phyllanthaceae.